# Piazza Caricamento
Piazza Caricamento (in lingua ligure Ciassa Caregamento /ˈtʃasa kaɾeɡaˈmeŋtu/) è una piazza del quartiere genovese della Maddalena, creata intorno alla metà dell'Ottocento come terminale della carrettiera Carlo Alberto, la strada litoranea voluta dal sovrano sabaudo, e del tracciato ferroviario che collegava il porto alla linea Torino-Genova.

## Toponimo
La piazza, realizzata nel 1839 come terminale della nuova strada carrabile litoranea intitolata al re Carlo Alberto (oggi via Gramsci), fu detta di Caricamento a partire dal 1854, quando divenne la stazione di testa, destinata al carico e allo scarico delle merci afferenti al porto, della ferrovia progettata come prolungamento della linea Torino-Genova a servizio del traffico portuale.
Numerose fotografie di fine Ottocento e inizio Novecento mostrano la piazza affollata di carri trainati da asini, buoi o cavalli, in attesa di caricare o scaricare merci di ogni genere.

## Descrizione

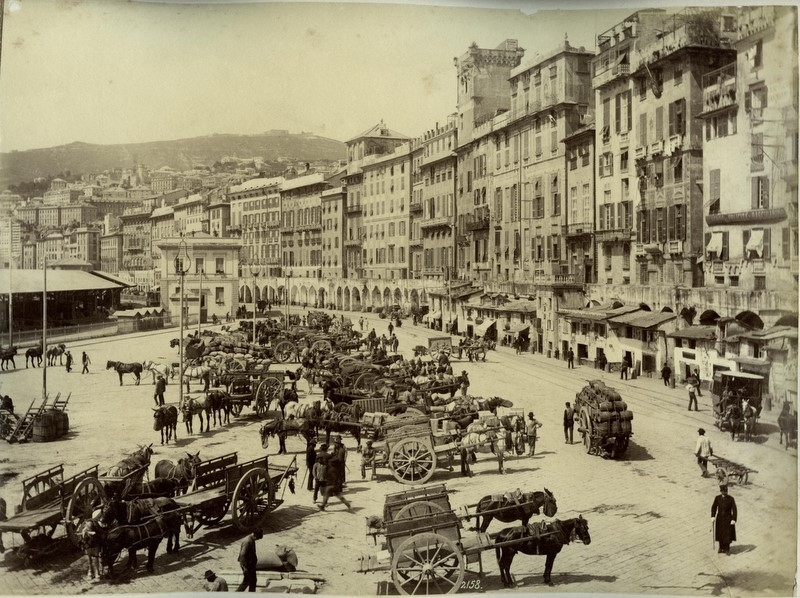
Piazza Caricamento in un'immagine di Alfredo Noack, 1888 circa.

La piazza si estende per circa 9.000 m² su un'area che nel Medioevo era occupata dalle banchine portuali. Il mare arrivava a lambire i portici di Sottoripa, gran parte dei quali si affacciano oggi sulla piazza. La piazza, che ha la forma di un quadrilatero irregolare, dagli altri lati è delimitata dal Palazzo San Giorgio, un tempo Palazzo delle Compere di San Giorgio e oggi sede dell'Autorità portuale, dall'area del porto antico, con i moli Spinola, oggi sede dell'acquario, e Guglielmo Embriaco (un tempo detto ponte della Mercanzia), che ospita una tensostruttura multifunzionale utilizzata per manifestazioni nel periodo estivo e come pista di pattinaggio su ghiaccio nel periodo invernale. Sul lato di nord-ovest la piazza continua nella via Antonio Gramsci, l'antica carrettiera Carlo Alberto. Oggi la piazza è quasi completamente pedonalizzata, salvo un'area destinata a capolinea degli autobus. Un sottopasso realizzato negli anni novanta sotto la piazza stessa e il Palazzo San Giorgio collega via Gramsci con piazza Cavour e la circonvallazione a mare.
Al centro della piazza, da cui fino ai primi del Novecento partivano numerosi carri con le merci provenienti dal porto, s'innalza la statua bronzea a Raffaele Rubattino, realizzata nel 1889 dallo scultore Augusto Rivalta. Il Rubattino, considerato il primo armatore italiano, fu anche un patriota: vicino a Nino Bixio, nel 1861 fornì a Garibaldi le navi per la spedizione dei Mille.
Piazza Caricamento è collegata al centro storico dalla via al Ponte Reale, che si apre nella palazzata di Sottoripa alle spalle del palazzo San Giorgio. Il suo nome deriva da un antico molo, demolito alla fine dell'Ottocento e che si trovava tra i due moli Spinola ed Embriaco, detto appunto Ponte Reale, destinato esclusivamente all'imbarco e allo sbarco dei passeggeri. Sulla testata di questo molo era stato collocato nel 1643 un artistico barchile, trasferito intorno al 1840 in piazza Colombo, nel quartiere di San Vincenzo, dove si trova tuttora.
All'imbocco di via al Ponte Reale, ai lati opposti della strada si trovano due storici palazzi, entrambi iscritti al registro dei Rolli nel 1614: il palazzo Emanuele Filiberto Di Negro (civ. 2) e il cinquecentesco palazzo Adorno (civ. 1), trasformato nell'Ottocento in un albergo di lusso – "Hotel de France" – che ospitò illustri viaggiatori. Recentemente restaurati, sono oggi utilizzati come uffici ed abitazioni.

## Storia

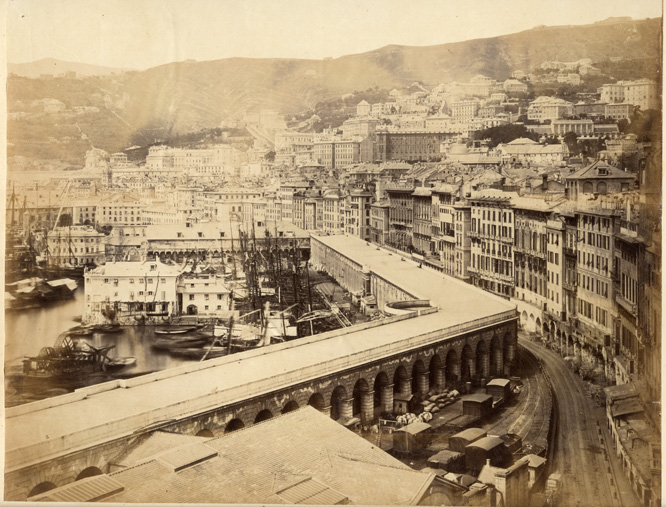
Le Terrazze di marmo in un'altra immagine di Noack, precedente il 1895.

Quando fu costruita la palazzata di Sottoripa, all'inizio del XIV secolo, i suoi portici erano affacciati direttamente sul mare; qui si trovava il cuore del porto antico, con i moli Calvi (detto anche della Legna), Spinola, Reale (utilizzato per lo sbarco dei passeggeri) e della Mercanzia.
Con la costruzione del lato a mare delle seicentesche Mura Nuove venne a crearsi una barriera tra il porto e la palazzata della Ripa, mentre le calate più vicine a questa vennero progressivamente colmate. Su parte dell'area dov'è ora la piazza fu costruito il palazzo dei Padri del Comune, in cui operò fino ai primi dell'Ottocento la zecca genovese.
Quando nell'Ottocento il governo sabaudo decise di realizzare un collegamento stradale a servizio del porto fu creata una strada litoranea, la carrettiera Carlo Alberto, che ebbe il suo terminale naturale in corrispondenza del principale accesso alle calate portuali, accanto al deposito franco e alla dogana. La strada Carlo Alberto e piazza Caricamento furono realizzate in parte su nuovi riempimenti ed in parte sull'area del demolito palazzo dei Padri del Comune e su quella delle mura, il cui posto fu preso dai nuovi magazzini portuali.
Sulla copertura dei magazzini nel 1839 furono realizzate le cosiddette Terrazze di marmo. Questa costruzione, progettata da Ignazio Gardella senior, larga tredici metri e lunga oltre quattrocento, con un andamento a gomito per seguire l'andamento della linea di costa, fronteggiava la palazzata della Ripa da piazza Caricamento alla darsena. Sul lato verso la piazza erano dei portici occupati da botteghe. Anche questa struttura, come in precedenza le mura, nascondeva la vista di Sottoripa dal mare, creando una netta barriera tra il porto e la città; per alcuni decenni meta delle passeggiate domenicali della borghesia genovese, le terrazze furono demolite nel 1886 per consentire l'ampliamento della via e della piazza.
Alla metà dell'Ottocento, quando fu costruita la linea ferroviaria Torino-Genova ne fu realizzato un prolungamento lungo le banchine portuali fino alla piazza, che permetteva di caricare direttamente sui convogli ferroviari le merci sbarcate dalle navi. Inaugurata il 16 febbraio 1854 alla presenza del re Vittorio Emanuele II e del conte di Cavour, questa ferrovia doveva consentire un rapido trasporto delle merci tra Torino, allora capitale del regno sabaudo, e il porto di Genova.
Nel corso del Novecento l'ampliamento del porto verso ponente fece venir meno l'importanza del bacino portuale più antico, quello che per molti secoli era stato il cuore dell'attività mercantile genovese, ma la piazza continuò a rimanere separata dall'area a mare dalla cinta portuale. Nel 1963 fu realizzata la strada sopraelevata, che attraversa la piazza lungo il margine dell'area portuale, collegando il casello autostradale di Genova Ovest alla Foce. L'opera, pur avendo contribuito a decongestionare il traffico in piazza Caricamento, è da sempre oggetto di discussioni per il suo impatto visivo.
In occasione delle celebrazioni colombiane del 1992 la piazza è stata parzialmente pedonalizzata, grazie alla realizzazione del sottopasso che collega via Gramsci a piazza Cavour. In questa circostanza lavori di restauro hanno interessato anche il palazzo San Giorgio, ma l'operazione di restyling più importante ha interessato l'area del porto antico: venute meno le sue funzioni commerciali, è stata finalmente aperta alla città, restituendo alla piazza il suo originario sbocco sul mare.
Nuovi restauri hanno interessato nel 2004 le facciate degli edifici della Ripa Maris, nel quadro delle iniziative legate all'evento Genova capitale europea della cultura.

## Galleria d'immagini

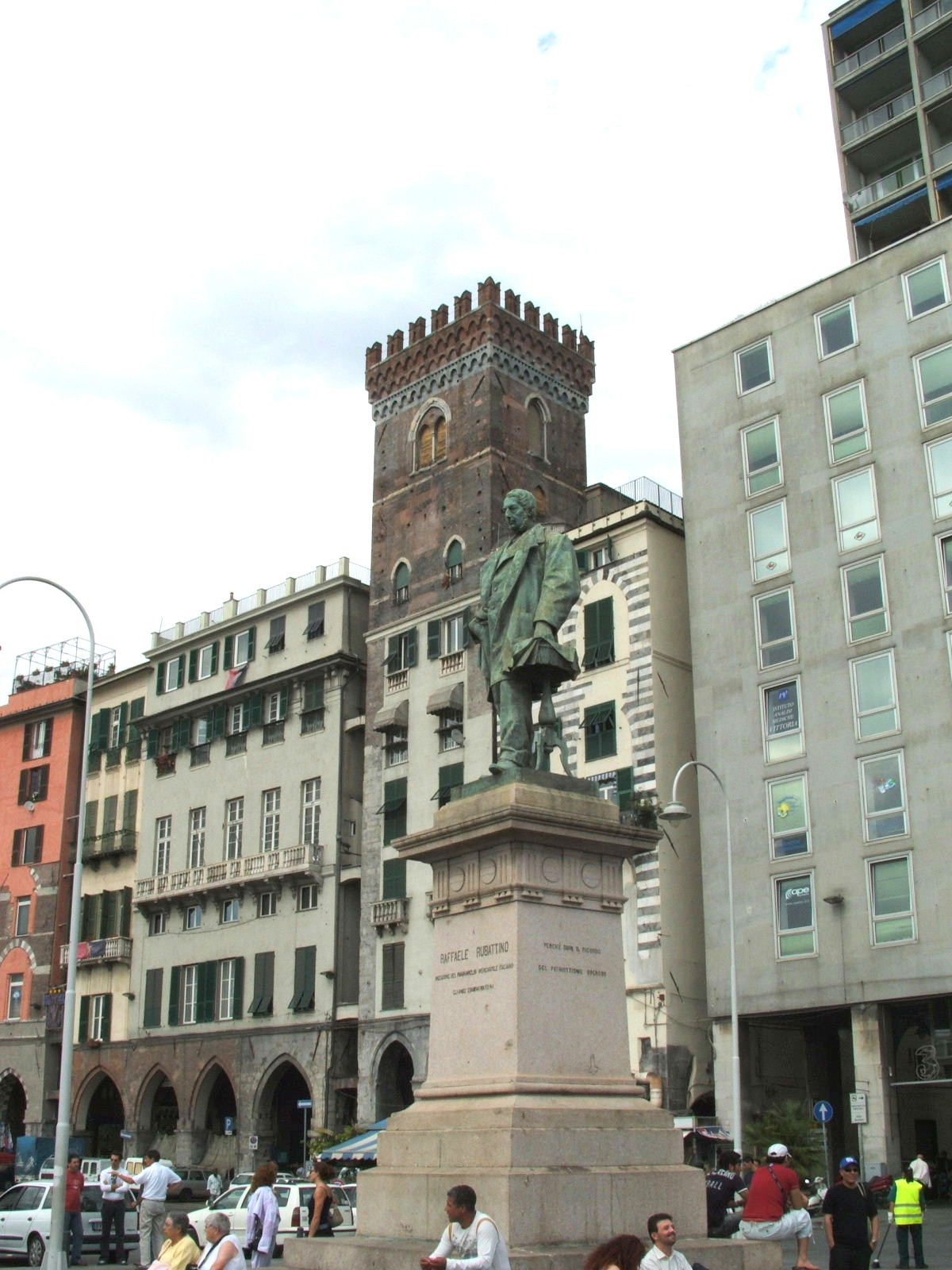
I portici di Sottoripa e la statua a Raffaele Rubattino
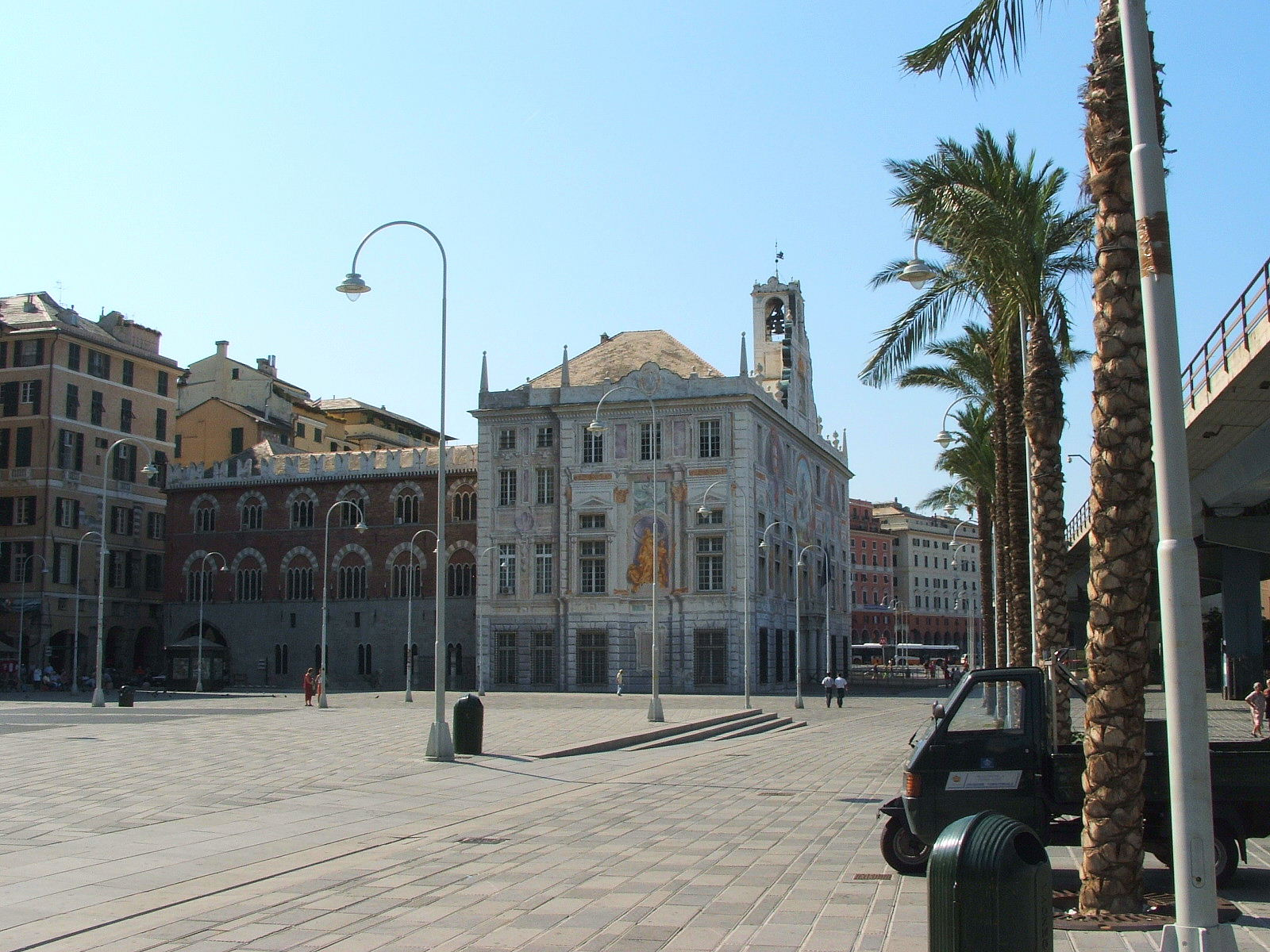
Il lato sud della piazza ha come sfondo il prospetto laterale del Palazzo San Giorgio
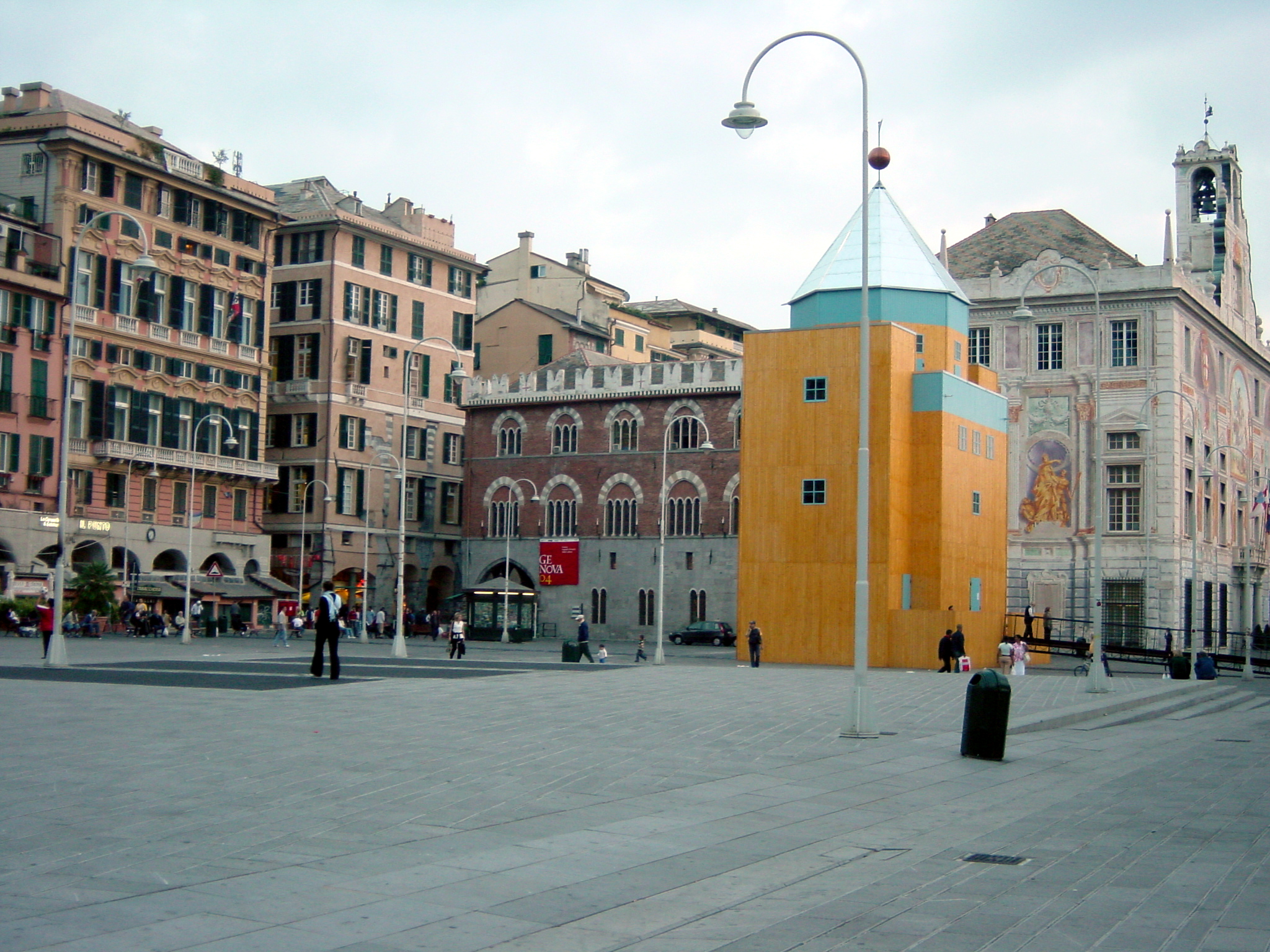
Installazione artistica in occasione delle manifestazioni per Genova 2004
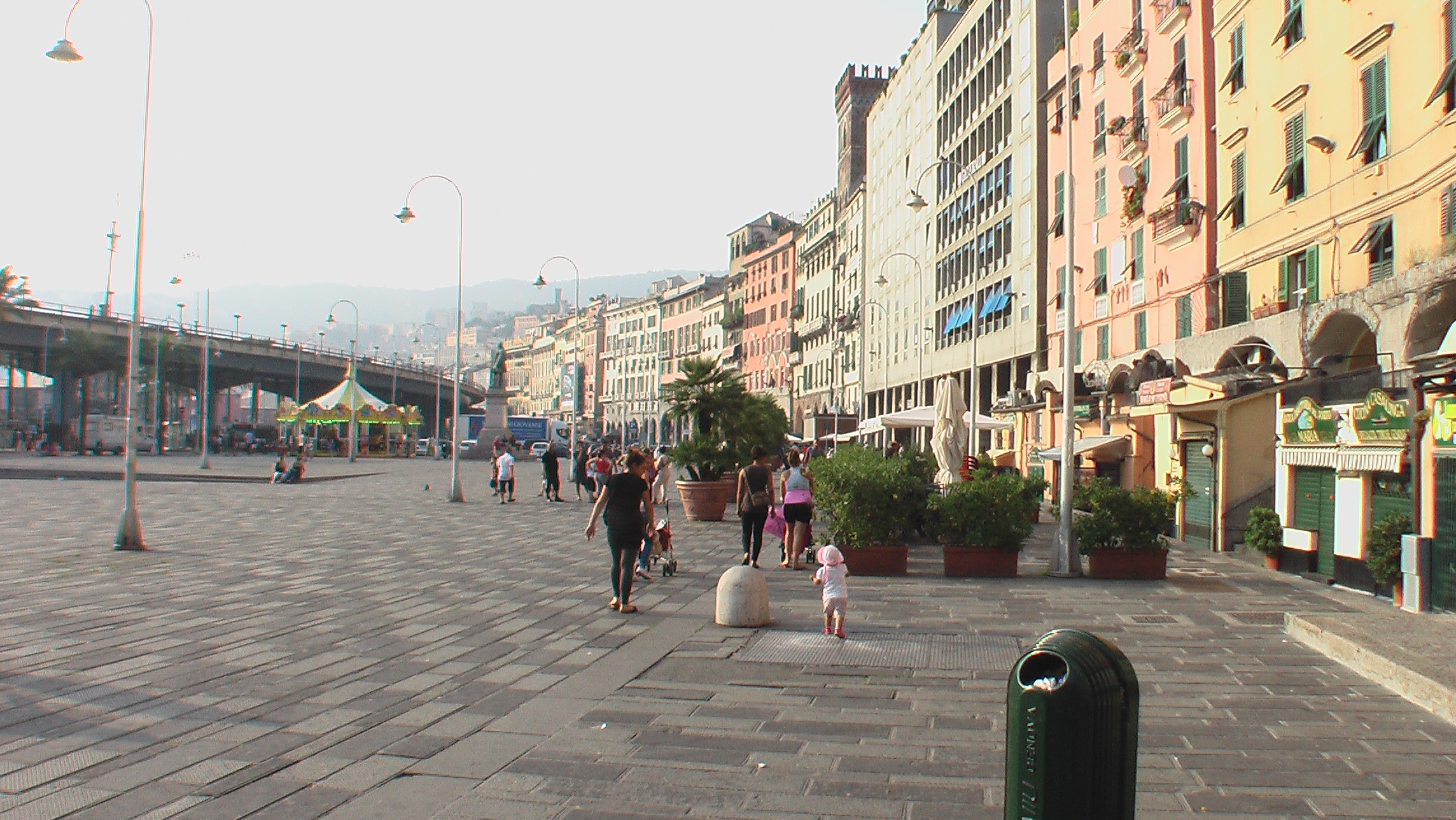
Scorcio della piazza verso via Gramsci e la Sopraelevata